# Calappa
Genre
Synonymes
- Calappe[2]

Calappa est un genre de crabes appartenant à la famille des Calappidae. Le nom vernaculaire de « crabe honteux » lui vient de sa paire de pinces aplaties qui épousent parfaitement les bords de la carapace et donne l'impression qu'il cherche à se cacher derrière.

## Liste d'espèces
Selon World Register of Marine Species (3 novembre 2018) :
- Calappa acutispina J. C. Y. Lai, Chan & Ng, 2006
- Calappa africana J. C. Y. Lai & Ng, 2006
- Calappa bicornis Miers, 1884
- Calappa bilineata Ng, J. C. Y. Lai & Aungtonya, 2002
- Calappa calappa (Linnaeus, 1758)
- Calappa capellonis Laurie, 1906
- Calappa cinerea Holthuis, 1958
- Calappa clypeata Borradaile, 1903
- Calappa conifera Galil, 1997
- Calappa convexa Saussure, 1853
- Calappa dumortieri Guinot, 1964
- Calappa exanthematosa Alcock & Anderson, 1894
- Calappa flammea (Herbst, 1794)
- Calappa galloides Stimpson, 1859
- Calappa gallus (Herbst, 1803)
- Calappa granulata (Linnaeus, 1767)
- Calappa guerini Brito Capello, 1870
- Calappa hepatica (Linnaeus, 1758)
- Calappa japonica Ortmann, 1892
- Calappa liaoi Ng, 2002
- Calappa lophos (Herbst, 1782)
- Calappa monilicanthus Galil, 1997
- Calappa nitida Holthuis, 1958
- Calappa ocellata Holthuis, 1958
- Calappa ocularia Ng, 2002
- Calappa pelii Herklots, 1851
- Calappa philargius (Linnaeus, 1758)
- Calappa pokipoki Ng, 2000
- Calappa pustulosa Alcock, 1896
- Calappa quadrimaculata Takeda & Shikatani, 1990
- Calappa rosea Jarocki, 1825
- Calappa rubroguttata Herklots, 1851
- Calappa sebastieni Galil, 1997
- Calappa springeri Rathbun, 1931
- Calappa sulcata Rathbun, 1898
- Calappa torulosa Galil, 1997
- Calappa tuberculata (Fabricius, 1793)
- Calappa tuerkayana Pastore, 1995
- Calappa undulata Dai & Yang, 1991
- Calappa woodmasoni Alcock, 1896
- Calappa yamasitae Sakai, 1980

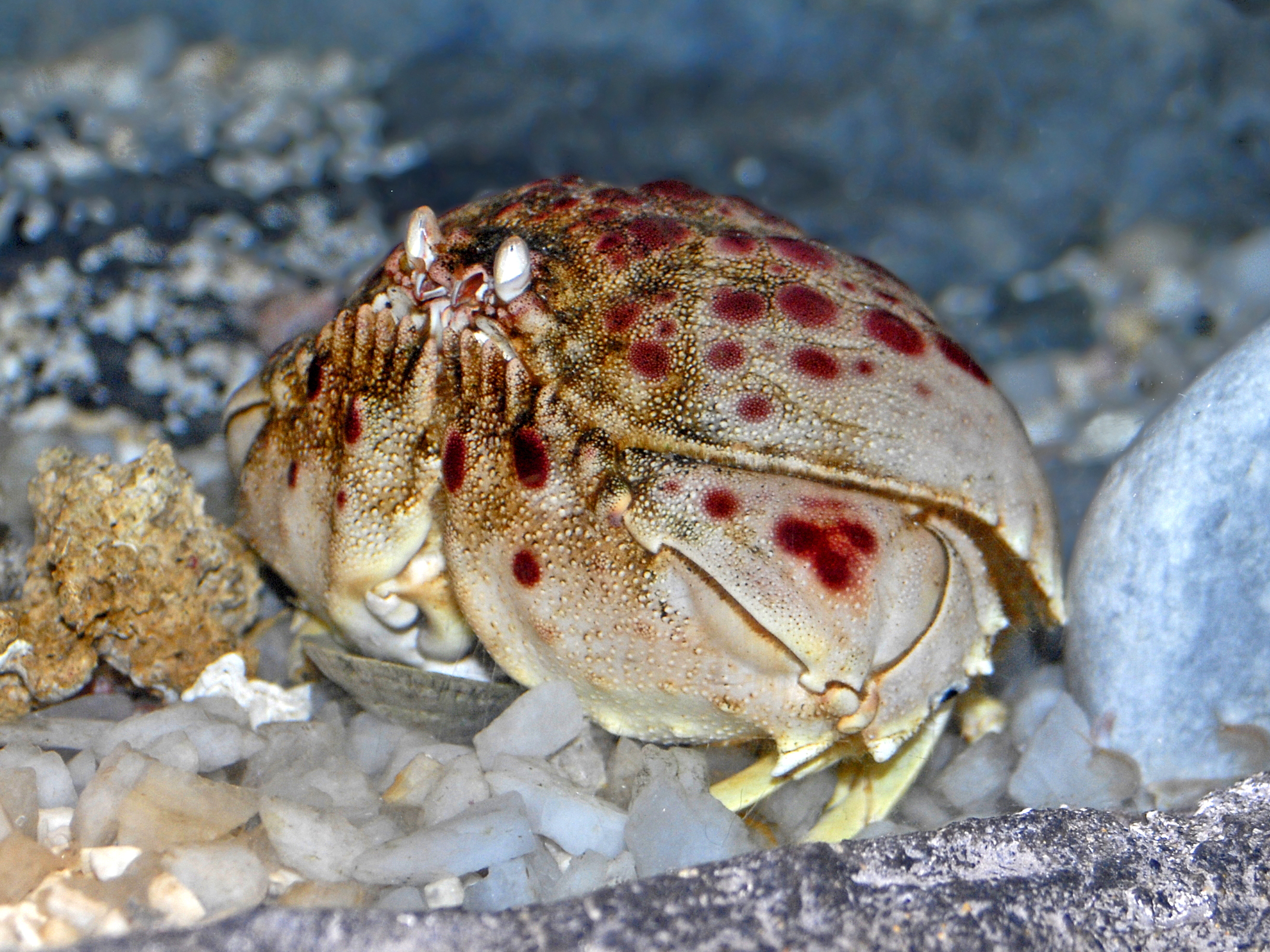
Calappa calappa
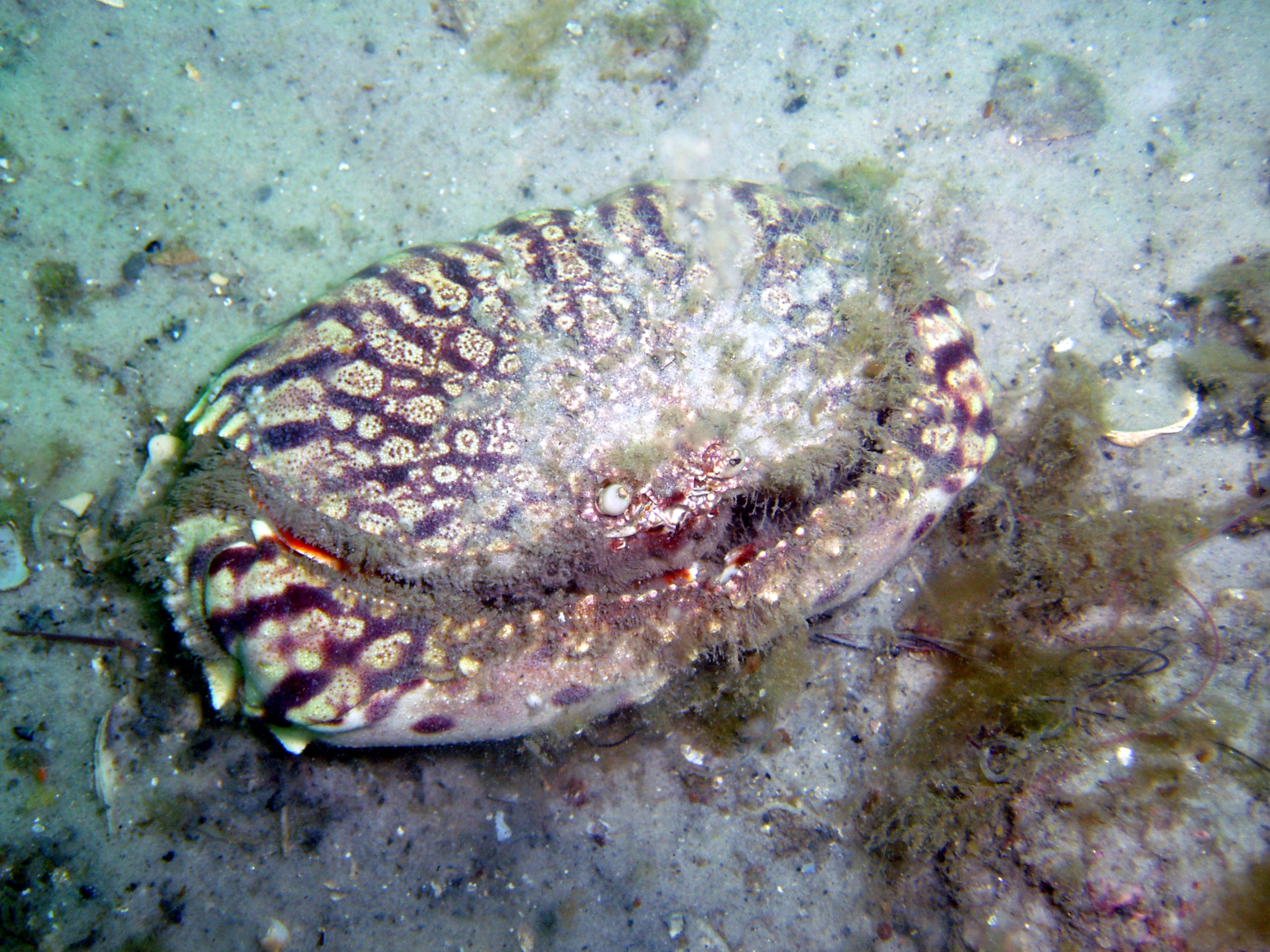
Calappa flammea
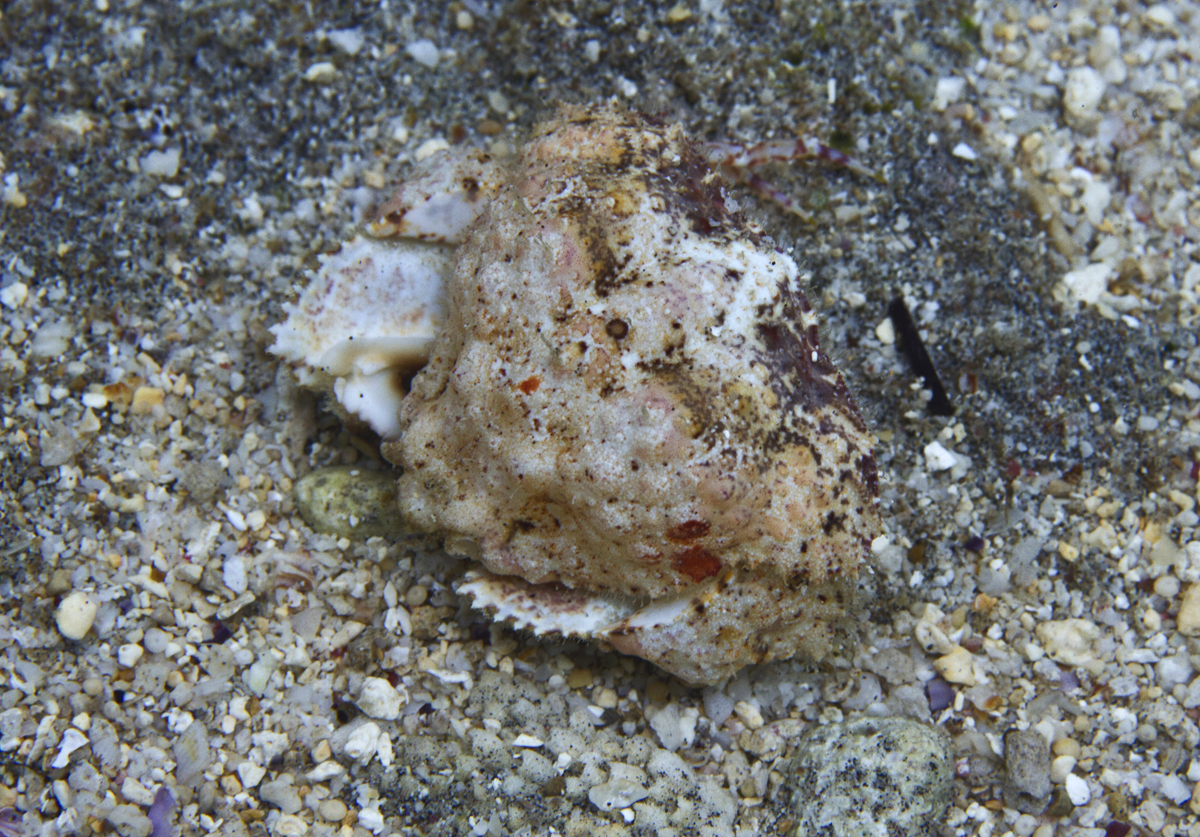
Calappa gallus
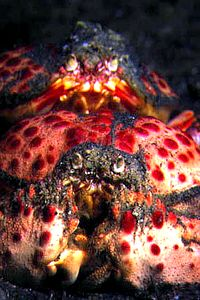
Calappa granulata
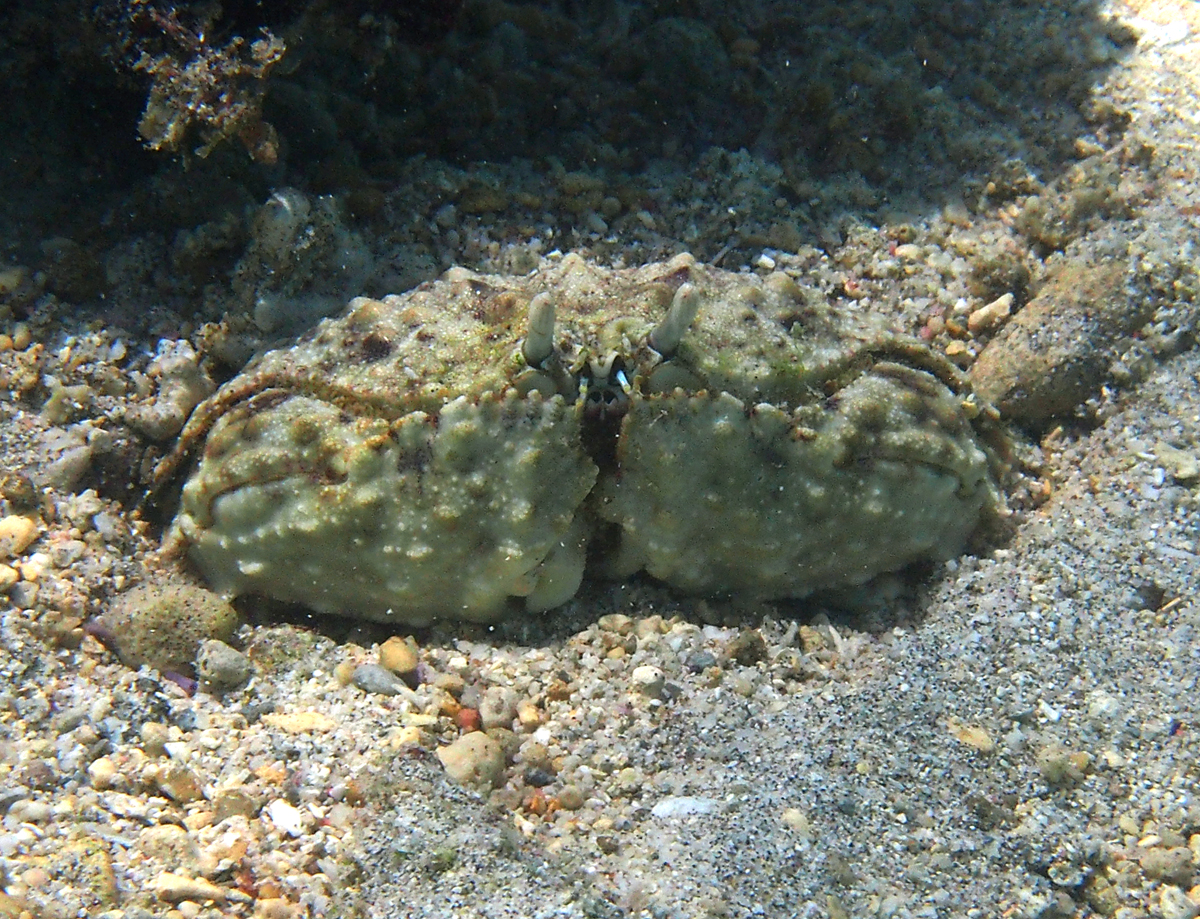
Calappa hepatica
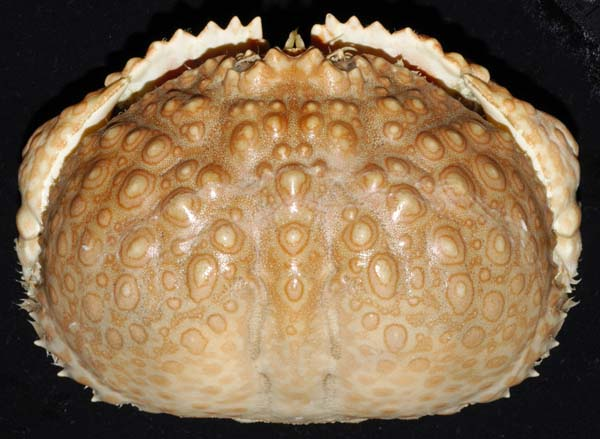
Calappa japonica
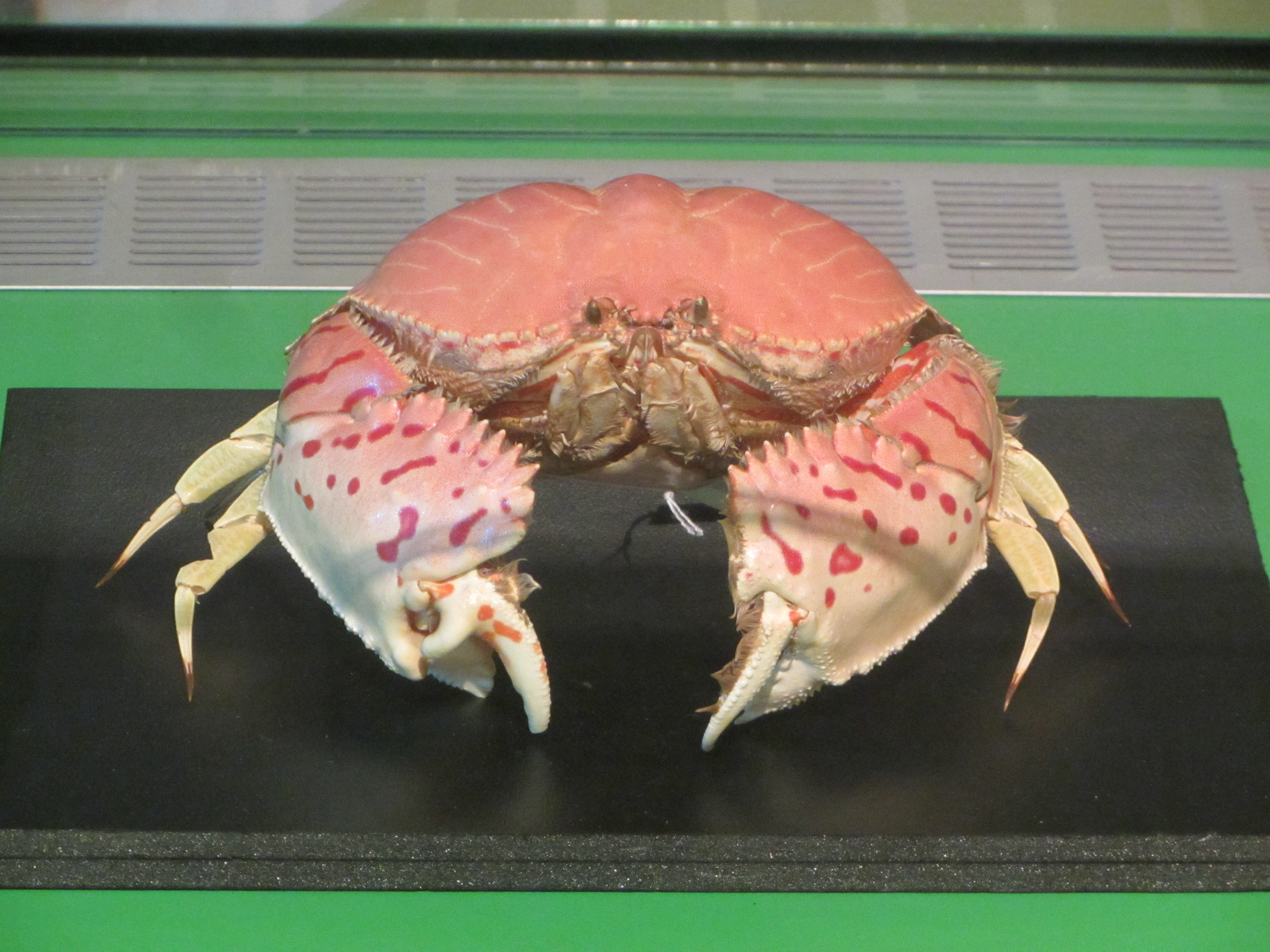
Calappa lophos
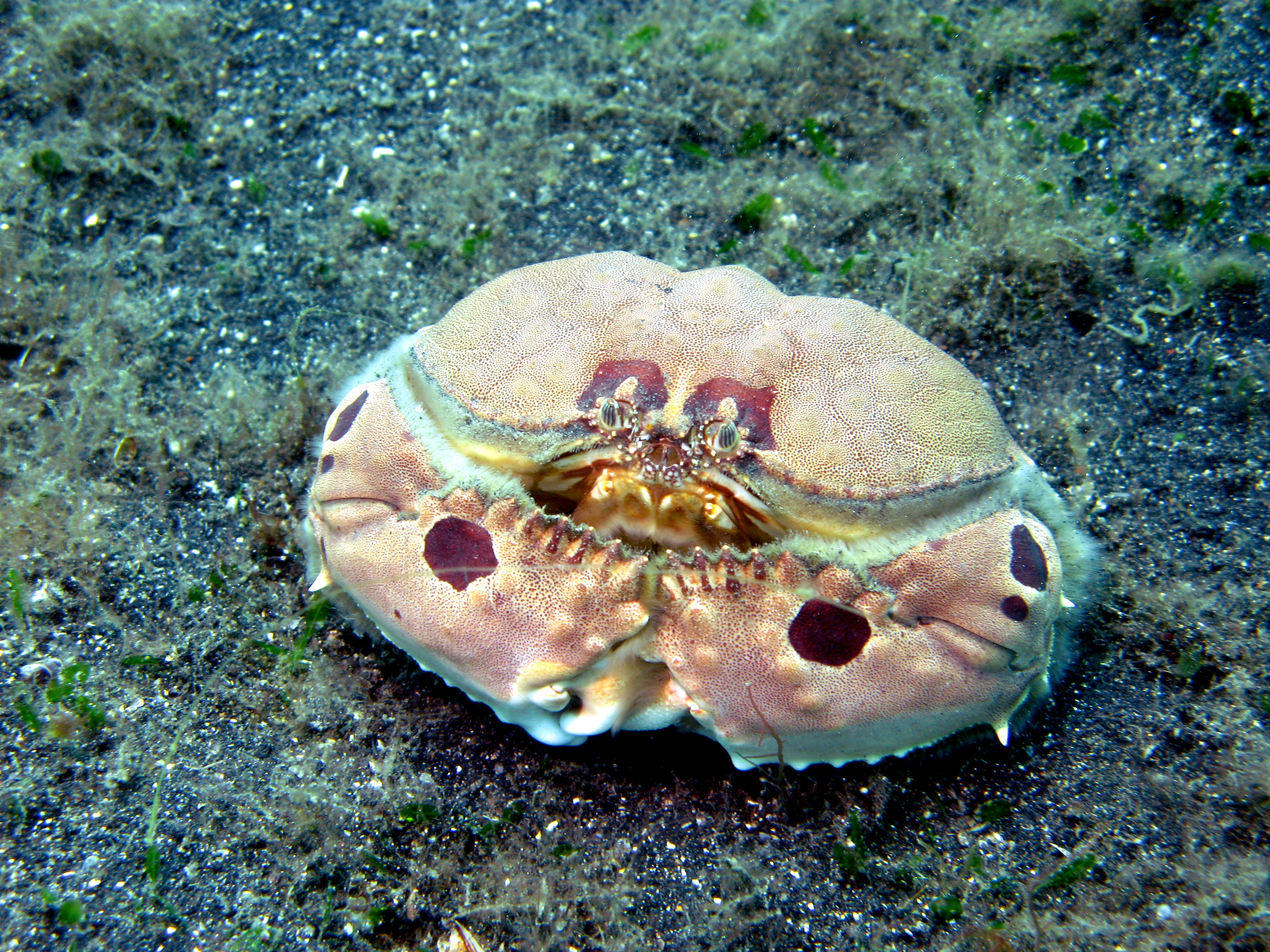
Calappa philargius
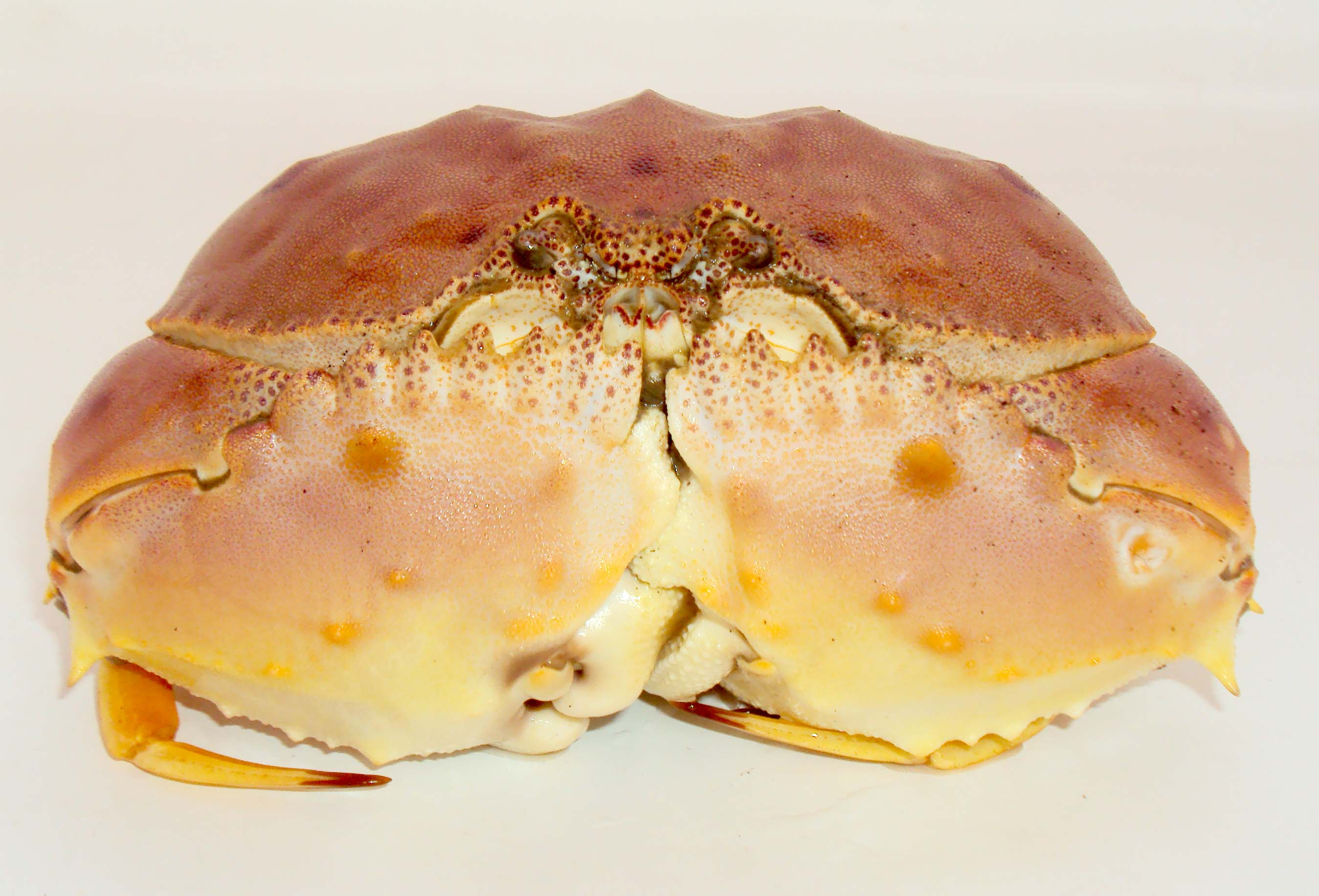
Calappa sulcata